# The Offspring (album)
The Offspring je debutové studiové album americké punk rockové skupiny The Offspring. Bylo vydáno 15. června 1989 ve vydavatelství Nemesis Records. V roce 1995 byla deska znovu vydána s jiným obalem, tentokrát pod taktovkou Epitaph Records. Díky menšímu úspěchu alba mohla skupina v roce 1991 podepsat smlouvu s vydavatelstvím Epitaph. Prodáno bylo pouze 5000 kusů, přičemž jedno album rozbil Wally Geroge na své show, takže zůstalo jen 4999 výlisků. Skupina vyrazila na šestitýdenní turné po Spojených státech, ale na jednom mítinku proti jaderné energii byl Noodles pobodán.

## Seznam nahrávek

### CD verze
Všechny skladby napsal(i) The Offspring. 
| Pořadí         | Název                     | Poznámky                        | Délka |
| -------------- | ------------------------- | ------------------------------- | ----- |
| 1.             | Jennifer Lost the War     |                                 | 2:35  |
| 2.             | Elders                    |                                 | 2:11  |
| 3.             | Out on Patrols            |                                 | 2:32  |
| 4.             | Crossroads                |                                 | 2:48  |
| 5.             | Demons (A Mexican Fiesta) |                                 | 3:10  |
| 6.             | Beheaded                  | Spolupracoval James Lilja       | 2:52  |
| 7.             | Tehran                    |                                 | 3:06  |
| 8.             | A Thousand Days           |                                 | 2:11  |
| 9.             | Blackball                 |                                 | 3:24  |
| 10.            | I'll be Waiting           |                                 | 3:12  |
| 11.            | Kill the President        | Odebrána ze seznamu v roce 2001 | 3:22  |
| Celková délka: | Celková délka:            | Celková délka:                  | 32:17 |

### LP verze
| Strana 1 | Strana 1                  | Strana 1                  | Strana 1 |
| Pořadí   | Název                     | Poznámky                  | Délka    |
| -------- | ------------------------- | ------------------------- | -------- |
| 1.       | Jennifer Lost the War     |                           | 2:35     |
| 2.       | Elders                    |                           | 2:11     |
| 3.       | Out on Patrols            |                           | 2:32     |
| 4.       | Crossroads                |                           | 2:48     |
| 5.       | Demons (A Mexican Fiesta) |                           | 3:10     |
| 6.       | Beheaded                  | Spolupracoval James Lilja | 2:52     |

| Strana 2 | Strana 2           | Strana 2                        | Strana 2 |
| Pořadí   | Název              | Poznámky                        | Délka    |
| -------- | ------------------ | ------------------------------- | -------- |
| 1.       | Tehran             |                                 | 3:06     |
| 2.       | A Thousand Days    |                                 | 2:11     |
| 3.       | Blackball          |                                 | 3:24     |
| 4.       | I'll be Waiting    |                                 | 3:12     |
| 5.       | Kill the President | Odebrána ze seznamu v roce 2001 | 3:22     |